# Cuatro Naciones de Rugby League 2016
El Cuatro Naciones de Rugby League 2016 fue la novena edición del Cuatro Naciones de Rugby League.

## Equipos
- Australia
- Escocia
- Inglaterra
- Nueva Zelanda

## Fase de grupos
| Equipo        | Encuentros | Encuentros | Encuentros | Encuentros | Tantos  | Tantos    | Tantos     | Puntos |
| Equipo        | jugados    | ganados    | empatados  | perdidos   | a favor | en contra | diferencia | Puntos |
| ------------- | ---------- | ---------- | ---------- | ---------- | ------- | --------- | ---------- | ------ |
| Australia     | 3          | 3          | 0          | 0          | 104     | 38        | +66        | 6      |
| Nueva Zelanda | 3          | 1          | 1          | 1          | 43      | 48        | -5         | 3      |
| Inglaterra    | 3          | 1          | 0          | 2          | 72      | 65        | +7         | 2      |
| Escocia       | 3          | 0          | 1          | 2          | 42      | 110       | −68        | 1      |

Nota: Se otorgan 2 puntos al equipo que gane un partido, 1 al que empate y 0 al que pierda.
|  | Clasifican a la final |

## Final
| 20 de noviembre | Nueva Zelanda | 8 - 34 | Australia | Anfield, Liverpool              |  |
|                 |               |        |           | Asistencia: 40.142 espectadores |  |

| Bandera de Australia |
| Campeón Australia    |
| Sexto título         |